# Oscar García (szermierz)
Oscar Manuel García Pérez (ur. 23 grudnia 1966 w Hawanie) – kubański szermierz, florecista, dwukrotny medalista olimpijski i wielokrotny medalista mistrzostw świata.
Na igrzyskach olimpijskich w Barcelonie w 1992 roku reprezentacja Kuby w składzie: Guillermo Betancourt, Elvis Gregory, Oscar García, Tulio Díaz i Hermenegildo García zdobyła drużynowo srebrny medal. W zawodach indywidualnych zajął 21. miejsce. Na rozgrywanych cztery lata później igrzyskach olimpijskich w Atlancie wspólnie z Elvisem Gregorym i Rolando Tuckerem zdobył brązowy medal w turnieju drużynowym. Indywidualnie był tym razem dwudziesty. Brał również udział w igrzyskach olimpijskich w Sydney w 2000 roku, zajmując 7. miejsce w zawodach drużynowych i 17. w indywidualnych.
Podczas mistrzostw świata w Wiedniu w 1983 roku wspólnie z Ignacio Gonzálezem, Pedro Hernándezem i Efigenio Favierem zdobył brązowy medal w zawodach drużynowych. W tej samej konkurencji Kubańczycy z Garcíą w składzie zdobywali następnie złote medale podczas mistrzostw świata w Budapeszcie (1991) i mistrzostw świata w Hadze (1995), srebrny na mistrzostwach świata w Kapsztadzie (1997) oraz brązowy na mistrzostwach świata w Nîmes (2001). Ponadto zdobył brązowy medal indywidualnie podczas mistrzostw świata w Atenach (1994), plasując się za Rolando Tuckerem i Włochem Alessandro Puccinim.
Zdobywał również złote medale w rywalizacji drużynowej na igrzyskach panamerykańskich w Indianapolis (1987), igrzyskach panamerykańskich w Hawanie (1991), igrzyskach panamerykańskich w Mar del Plata (1995) i igrzyskach panamerykańskich w Winnipeg (1999).